# Мискин Абдал
Мискин Абдал (настоящее имя — Сеид Гусейн Мухаммед оглы) (азерб. Miskin Abdal; 1430 — 1535) — азербайджанский народный поэт-ашуг, суфийский философ-мыслитель, государственный деятель, долгие годы ведавший иностранными делами государства Сефевидов при шахе Исмаиле I Хатаи (1487—1524). Основатель ашугской школы.
Одна из самых ярких фигур в истории Азербайджана. Сыграл важную роль в развитии науки и искусства.
Под именем Мискин Абдал (Архитектор души) был создателем литературы азербайджанских менестрелей — народных певцов-ашугов .
После многолетней службы при дворе шаха Исмаила I Хатаи, в 1524 году вернулся домой. Открыл первую школу в Сариягубе (ныне Джагацадзор, Гехаркуникской области, Армении).
Автор эпопеи «Мискин Абдал и Сенубер», созданной в разговорном жанре, рассказывающей о жизненном пути поэта, почти столетней жизни во дворцах, путешествиях, жизненных страданиях прошлого.
После смерти Мискина Абдала этот эпос был сформирован на основе его стихов, циркулирующих среди людей.
Эпопея «Шах Исмаил и Мискин Абдал» отличается от предыдущего эпического и героического произведения своими философскими характеристиками. Её содержание основано на реальных исторических событиях. Ему также принадлежат эпосы «Лев Сахла Ибрагим» и «Сирота Хусейн»
Ныне дом, в котором он жил и могила, на протяжении веков посещается многочисленными поклонниками его творчества, как святыня.

## Избранные произведения
- A dağlar səhifə
- A yaz ayları
- Ayaq üstədi
- Ağlaram
- Ağlaram (Sultanlar əyləşdi nərgiz taхtında)
- Ağrı dağı
- Bundan sənə nə
- Əlif-Lam
- Dağlar
- Dağların
- Dönərmi
- Gedər
- Gedəsiyəm mən
- Qaldı
- Qocaldım
- Məni
- Nökərəm
- Olmaz
- Piriydi
- Ya Əli

Лишь на тебя надежда моя,

Ласковый друг, приди мне на помощь.

Вздохну - и эхо в горах застонет,

Заплачу - чужой рассмеется, родня отвернется моя.

Верхом на Дюльдюле, с мечом в руках

Вместилище всех наших мыслей и чаяний.

Но я - в опале, но я - в отчаянии,

Приди, мой глава, видишь, я в слезах!

И от тебя, приходящий на помощь

Великий Аллах, моих слез не прячу.

Абдал - мое имя. И вот я плачу,

До самых небес дошли мои стоны!

## Комментарии
1. ↑  В конце XV—начале XVI века на этой части исторической Армении кочевало пришлое племя бахарлу — остаток объединения туркменских чернобаранных племен. Подробнее см. Петрушевский И. П. Очерки по истории феодальных отношений в Азербайджане и Армении в XVI - начале XIX вв. — Л., 1949. — С. 49.